# يوم التراث (جنوب أفريقيا)
يوم التراث ( (بالأفريقانية: Erfenisdag)‏ ) هي عطلة رسمية في جنوب أفريقيا يتم الاحتفال بها في 24 سبتمبر من كل عام منذ 1997. في هذا اليوم، يتم تشجيع مواطني جنوب إفريقيا على الاحتفال بثقافتهم وتنوع معتقداتهم وتقاليدهم، في السياق الأوسع لأمة تنتمي إلى جميع شعبها.

## التاريخ
عُرف يوم 24 سبتمبر قبل ذلك تحت اسم يوم شاكا، تخليدًا لذكرى شاكا، ملك الزولو في جنوب إفريقيا، في التاريخ المفترض لوفاته في هذا التاريخ عام 1828. لعب شاكا دورًا مهمًا في توحيد عشائر الزولو المتباينة في دول متماسكة. يجتمع الناس كل عام في نصب شاكا التذكاري لتكريمه في هذا اليوم. مشروع قانون العطلات الرسمية الذي تم تقديمه إلى برلمان جنوب أفريقيا بعد الفصل العنصري في عام 1996 لم يتضمن يوم 24 سبتمبر في قائمة العطلات الرسمية المقترحة. ونتيجة لهذا الاستبعاد، اعترض حزب إنكاثا للحرية، وهو حزب سياسي في جنوب أفريقيا يضم عضوية كبيرة من الزولو، على مشروع القانون. توصل البرلمان وحزب المؤتمر الوطني الأفريقي إلى حل وسط وأُعطي اليوم عنوانه الحالي وتم قبوله باعتباره عطلة عامة تُعرف الآن باسم يوم التراث.